# Molgula pugetiensis
Molgula pugetiensis är en sjöpungsart som beskrevs av William Abbott Herdman 1898. Molgula pugetiensis ingår i släktet Molgula och familjen kulsjöpungar. Inga underarter finns listade i Catalogue of Life.